# ノゲイラ・デ・ラムイン

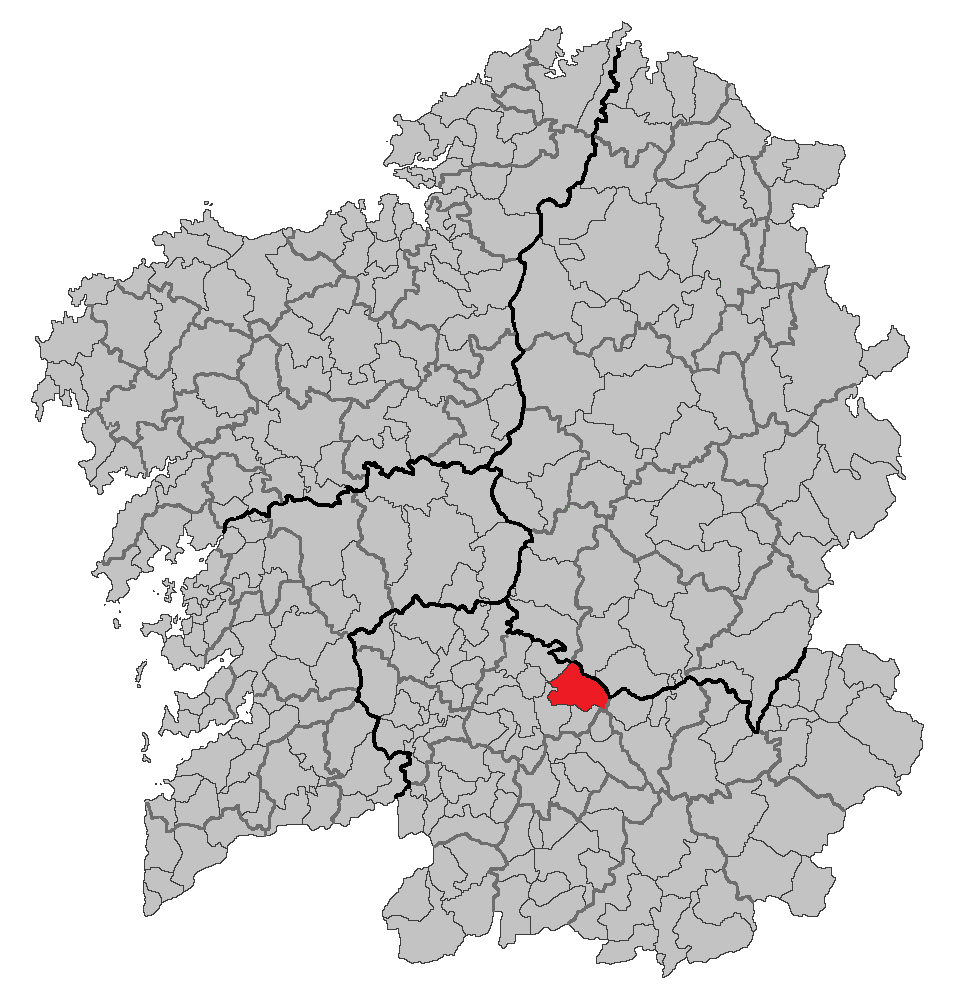

ノゲイラ・デ・ラムイン（Nogueira de Ramuín）は、スペイン、ガリシア州、オウレンセ県の自治体。コマルカ・デ・オウレンセに属する。また、リベイラ・サクラ地域を構成する自治体でもある。ガリシア統計局によれば、2010年の人口は（2009年：2,435人、2004年：2,561人、2003年:2,565人）。
住民呼称は規範では認められていないが、男女同形のramuinenseが使われる。
ガリシア語話者の自治体人口に占める割合は割合は97.66％（2001年）。

## 地理
ノゲイラ・デ・ラムインはオウレンセ県の北部に位置し、コマルカ・デ・オウレンセに属する。北がパントン、ソベール（両自治体ともルーゴ県）と、東がパラーダ・デ・シルと、南がオ・ペレイロ・デ・アギアール、エスゴス、シュンケイラ・デ・エスパダネードと、西がア・ペローシャの各自治体と隣接。
ノゲイラ・デ・ラムインはオウレンセ司法管轄区に属す。

### 人口
| ノゲイラ・デ・ラムインの人口推移 1900－2010             |
|                                                         |
| 出典:INE（スペイン国立統計局）1900年 - 1991年、1996年 - |

## 政治
自治体首長はガリシア国民党（PPdeG）のホセ・セサル・パレンテ・ペレス（José César Parente Pérez ）、自治体評議員は、ガリシア国民党:9、ガリシア民族主義ブロック（BNG）:1、ガリシア社会党（PSdeG-PSOE）:1となっている（2011年5月22日の自治体選挙結果、得票順）。
| 1999年6月13日自治体選挙 |        |        |          |
| 政党                    | 得票数 | 得票率 | 獲得議席 |
| PPdeG                   | 1,480  | 71.95% | 9        |
| BNG                     | 215    | 10.45% | 1        |
| AIP                     | 174    | 8.46%  | 1        |
| PSdeG-PSOE              | 106    | 5.15%  | 0        |
| DG                      | 67     | 3.26%  | 0        |
| UC-CDS                  | 5      | 0.24%  | 0        |

| 2003年5月25日自治体選挙 |        |        |          |
| 政党                    | 得票数 | 得票率 | 獲得議席 |
| PPdeG                   | 1,631  | 80.50% | 10       |
| PSdeG-PSOE              | 219    | 10.81% | 1        |
| BNG                     | 153    | 7.55%  | 0        |

| 2007年5月27日自治体選挙 |        |        |          |
| 政党                    | 得票数 | 得票率 | 獲得議席 |
| PPdeG                   | 1,403  | 72.92% | 9        |
| PSdeG-PSOE              | 273    | 14.19% | 1        |
| BNG                     | 226    | 11.75% | 1        |
| TEGA                    | 6      | 0.31%  | 0        |

| 2011年5月22日自治体選挙 |        |        |          |
| 政党                    | 得票数 | 得票率 | 獲得議席 |
| PPdeG                   | 1,351  | 77.78% | 9        |
| PSdeG-PSOE              | 214    | 12.32% | 1        |
| BNG                     | 140    | 8.06%  | 1        |

## 教区
ノゲイラ・デ・ラムインは12教区に分けられる。
- アルマリス（サン・クリストーボ）
- ア・カルバジェイラ（サン・ショセ）
- セレーダ（サンティアゴ）
- ファラモンターオス（サンタ・マリーア）
- ローニャ・ド・モンテ（サン・サルバドール）
- モウラ（サン・ショアン）
- ノゲイラ・デ・ラムイン（サン・マルティーニョ）
- サン・ミゲル・ド・カンポ（サン・ミゲル）
- サンタ・クルス・デ・ルビアコス（サンタ・クルス）
- サント・エステーボ・デ・リバス・ド・シル（サント・エステーボ）
- ビラール・デ・セレーダティビアス（サンタ・バイア）
- ビニョアス（サンタ・マリーア）

## 名所・史跡
- サント・エステーボ・デ・リバス・ド・シル修道院（Mosteiro de Santo Estevo de Ribas de Sil） - ベネディクト会の旧修道院。永代所有財産解放令で、修道院は解散させられた。現在パラドールとして使用されている。

## ギャラリー

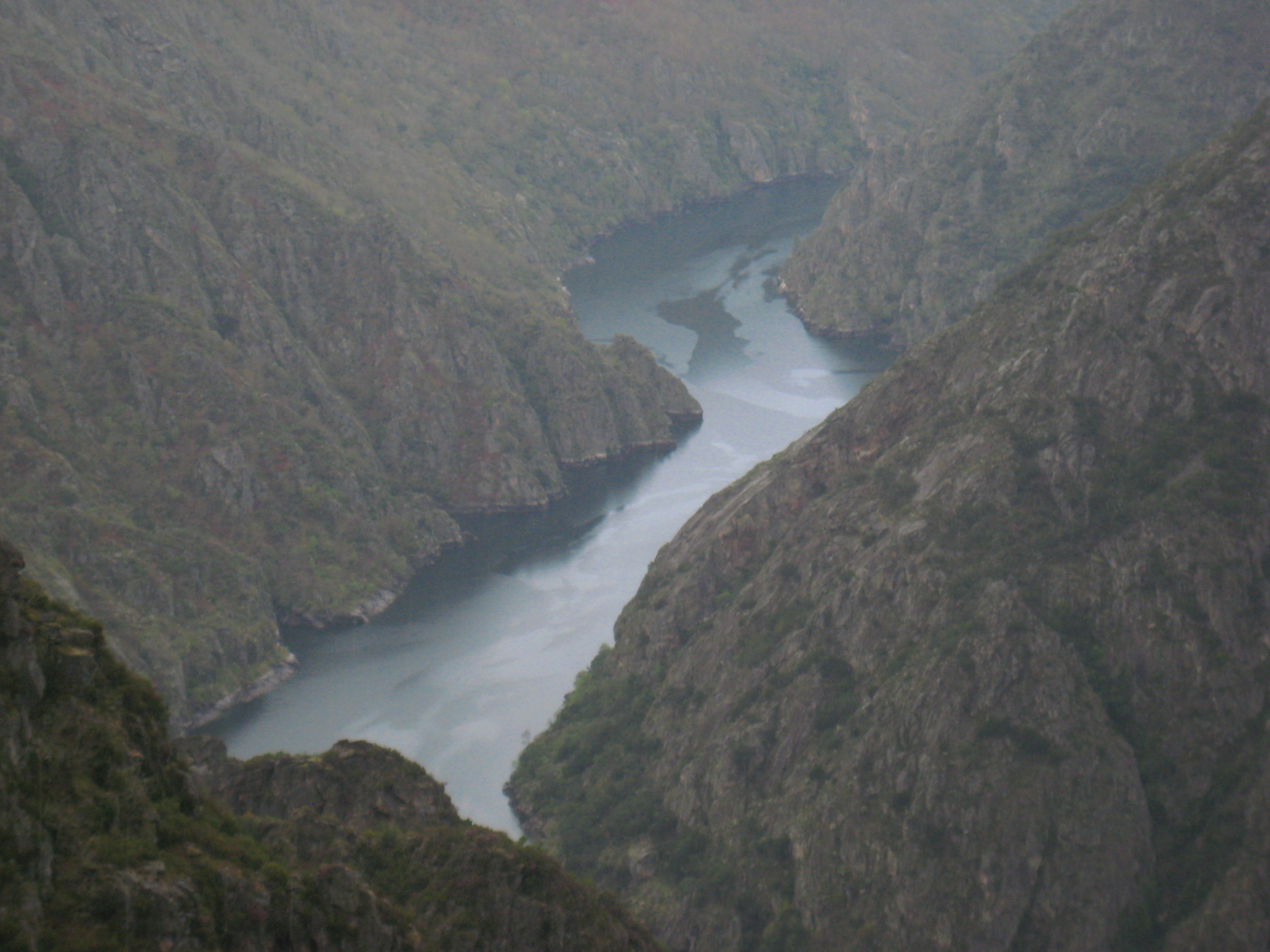
シル川の渓谷
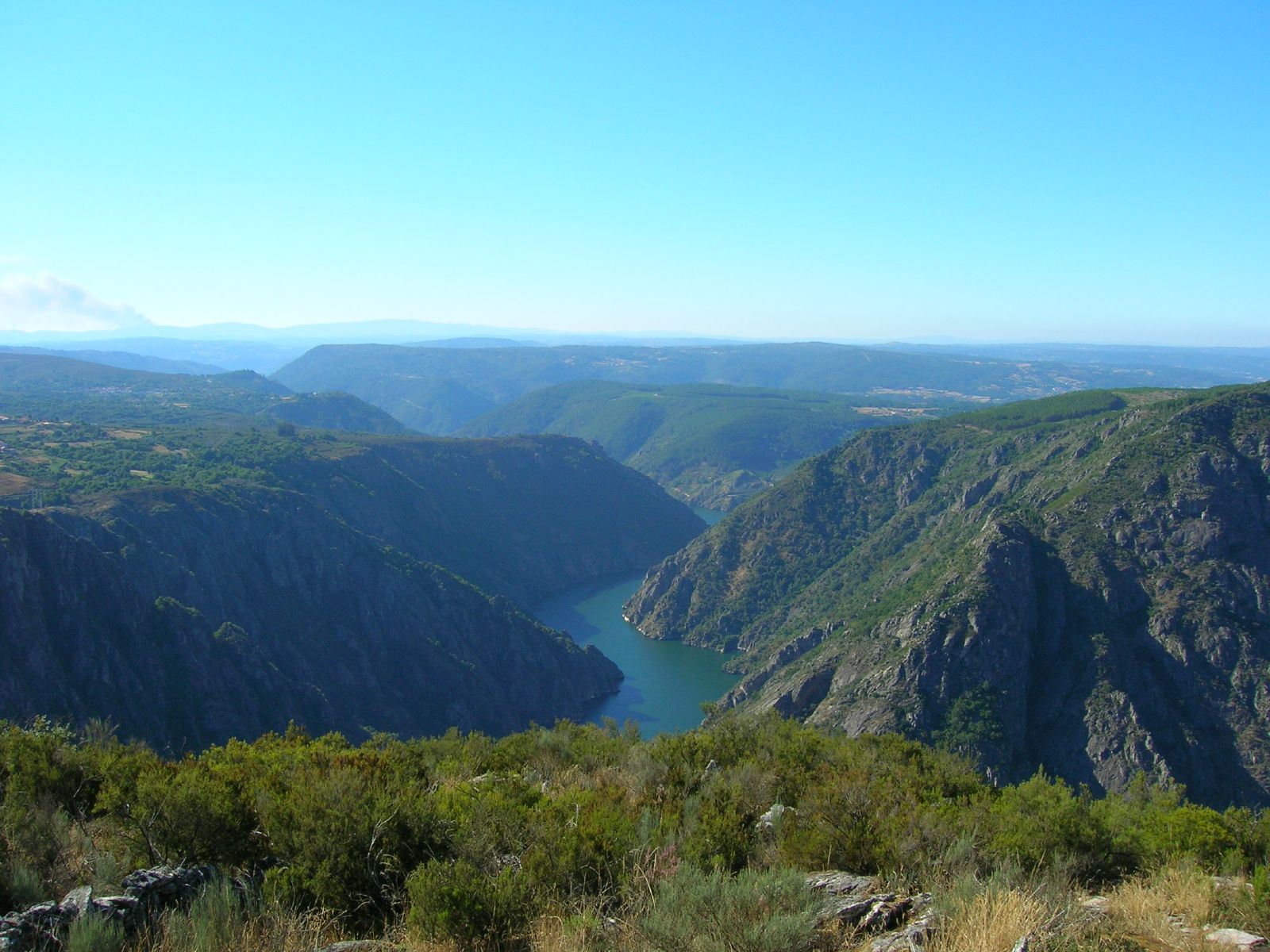
シル川の渓谷
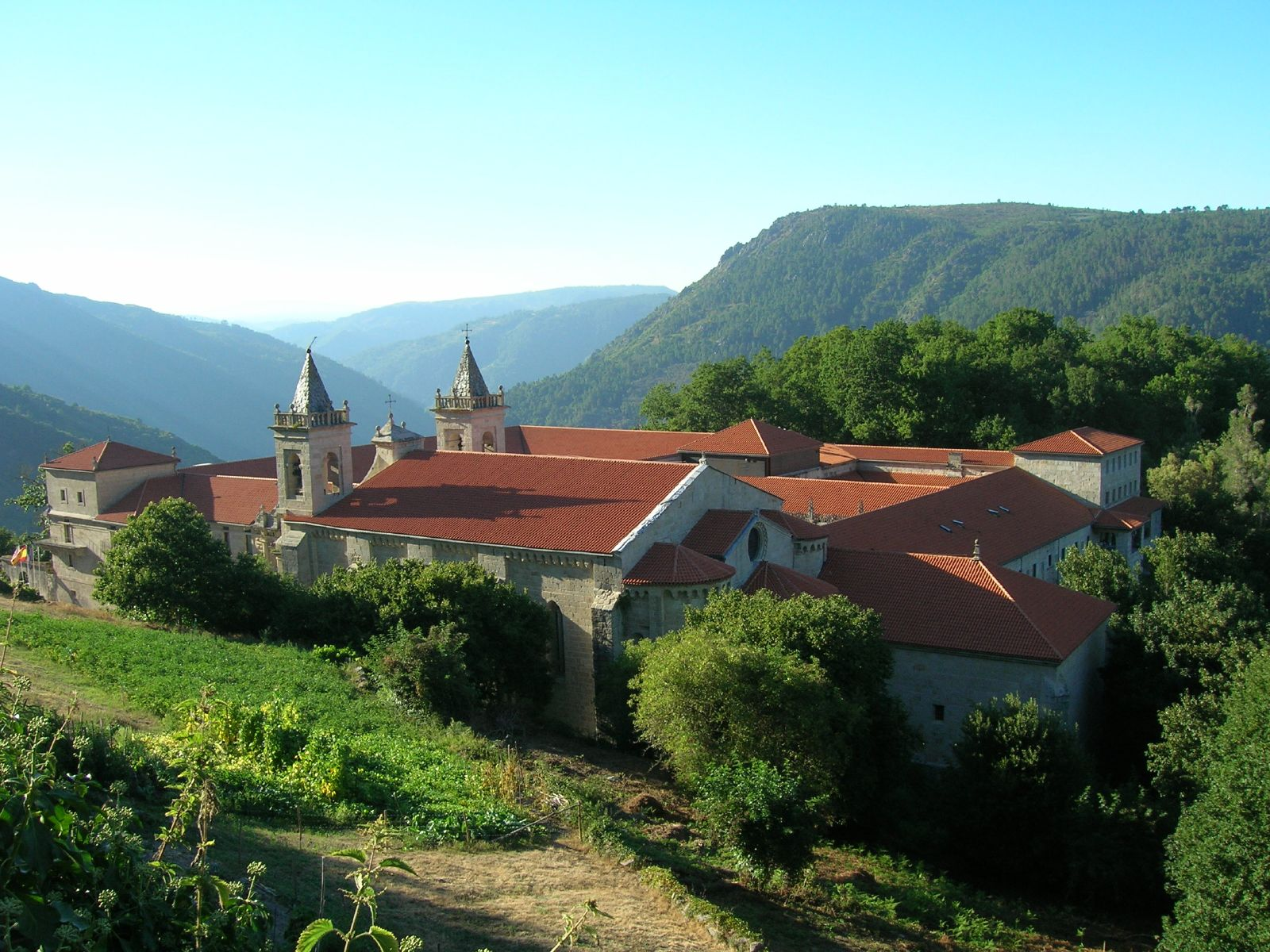
現在パラドールとして使用されているサント・エステーボ・デ・リバス・ド・シル修道院
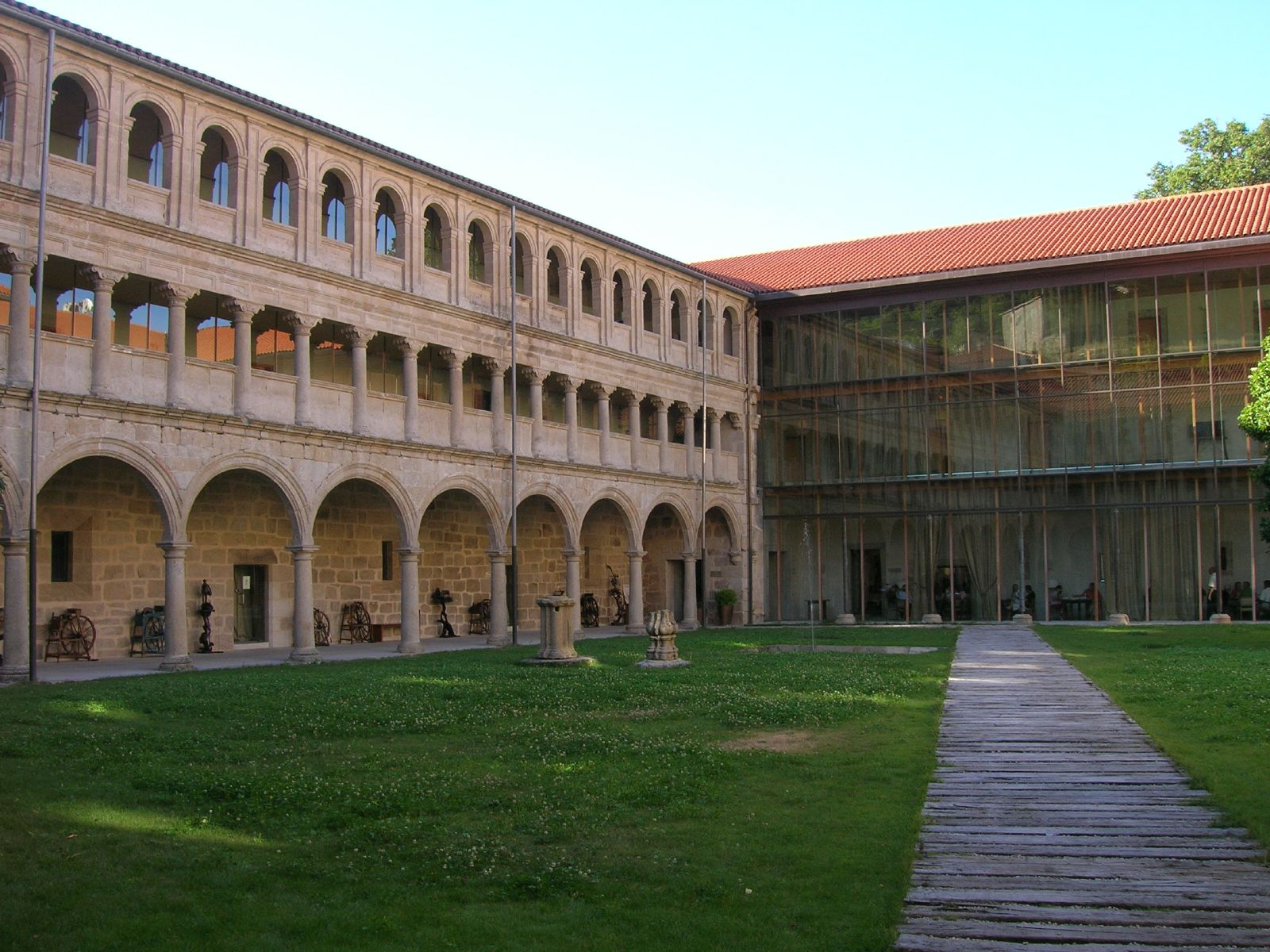
サント・エステーボ・デ・リバス・ド・シル修道院
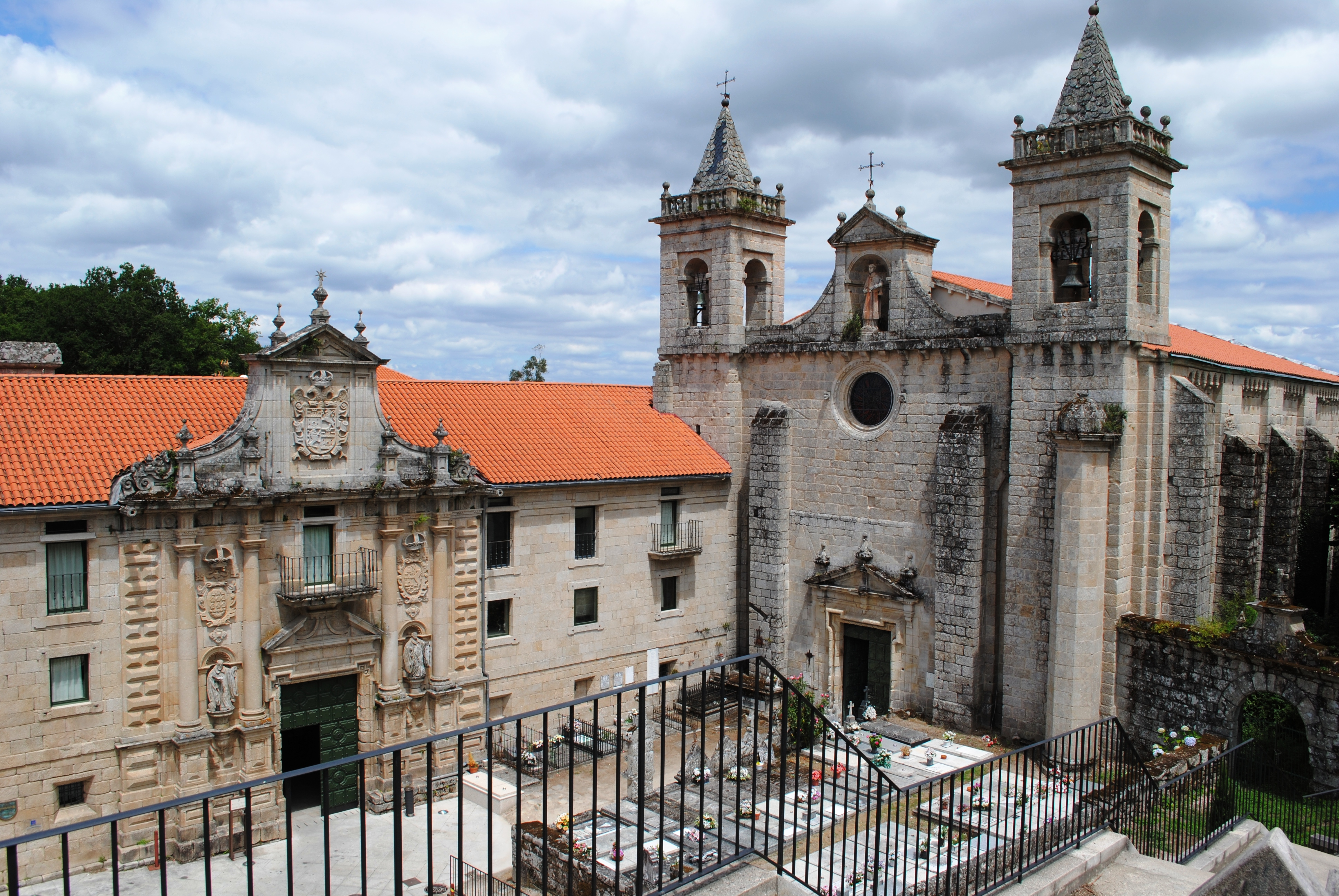
サント・エステーボ・デ・リバス・ド・シル修道院
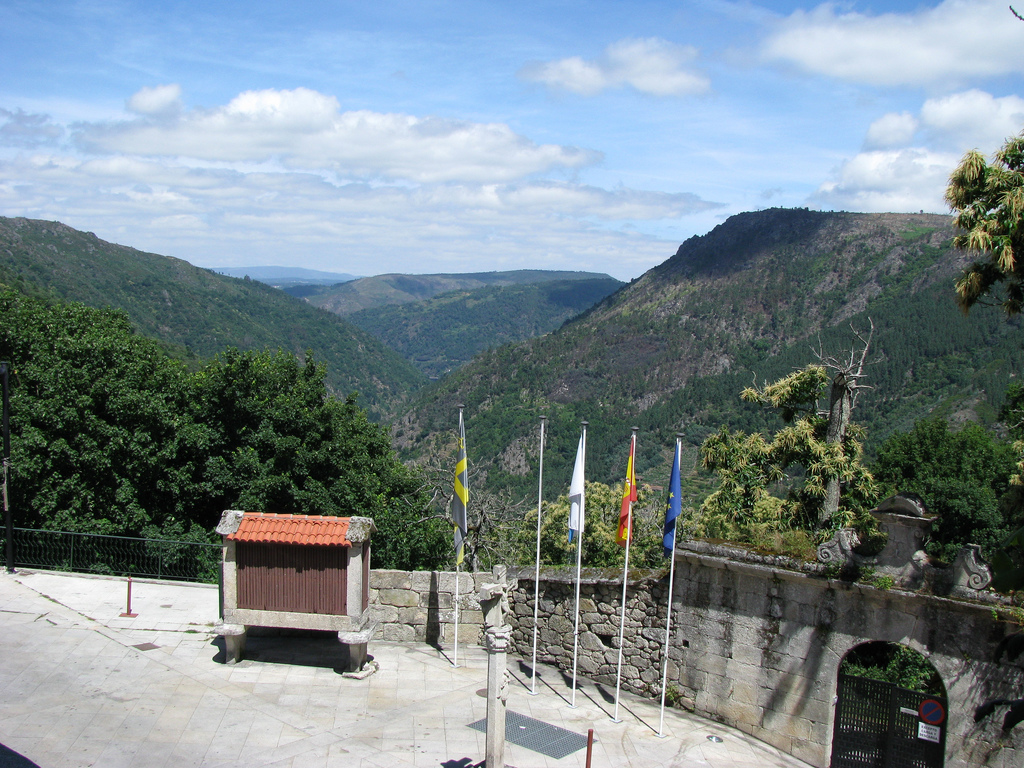
サント・エステーボ・デ・リバス・ド・シル修道院からの眺望